# Cononedys erythraspis
Cononedys erythraspis är en tvåvingeart som först beskrevs av Hermann 1907.  Cononedys erythraspis ingår i släktet Cononedys och familjen svävflugor. Inga underarter finns listade i Catalogue of Life.